# Matriz de Cabibbo-Kobayashi-Maskawa
En el Modelo Estándar de física de partículas, la matriz de Cabibbo–Kobayashi–Maskawa (matriz CKM, matriz de mezcla de quarks, a veces también llamada matriz KM) es una matriz unitaria que contiene información sobre la intensidad de las desintegraciones débiles que cambian el sabor. Técnicamente,  especifica la diferencia de los estados cuánticos de los quarks cuando propagan libremente y cuando participan en las interacciones débiles. Es importante en el estudio de la violación de CP. Esta matriz fue introducida, para tres generaciones de quarks, por Makoto Kobayashi y Toshihide Maskawa, añadiendo una generación a la matriz introducido anteriormente por Nicola Cabibbo. Esta matriz es también una extensión del mecanismo GIM, que sólo incluye dos de las tres familias actuales de quarks.

## La matriz
En 1963, Nicola Cabibbo introdujo el ángulo de Cabibbo (θc) para preservar la universalidad de la interacción débil. Cabibbo se inspiró en el trabajo anterior de Murray Gell-Mann y Maurice Lévy sobre la rotación efectiva de corrientes axiales débiles no-extrañas y extrañas, el cual él referencia.
Con el conocimiento actual (los quarks aún no se habían teorizado), el ángulo de Cabibbo está relacionado con la probabilidad relativa que los quarks abajo y extraño se desintegren en un quark arriba (|Vud|2 y |Vus|2, respectivamente). En el lenguaje de física de partículas, el objeto que se acopla al quark arriba vía una corriente débil cargada es una superposición de quarks tipo abajo, denotados por d′. Matemáticamente esto es:
{\displaystyle d^{\prime }=V_{ud}d+V_{us}s,}
o utilizando el ángulo de Cabibbo:
{\displaystyle d^{\prime }=\cos \theta _{\mathrm {c} }d+\sin \theta _{\mathrm {c} }s.}
Utilizando los valores actualmente aceptados para |Vud| y |Vus| (ver abajo), el ángulo de Cabibbo se puede calcular utilizando
{\displaystyle \tan \theta _{\mathrm {c} }={\frac {|V_{us}|}{|V_{ud}|}}={\frac {0.22534}{0.97427}}\rightarrow \theta _{\mathrm {c} }=~13.02^{\circ }.}
Cuando se descubrió el quark encanto en 1974,  se observó que los quarks abajo y extraño se podían desintegrar tanto al quark arriba como al encanto, lo que condujo al conjunto de ecuaciones:
{\displaystyle d^{\prime }=V_{ud}d+V_{us}s;}
{\displaystyle s^{\prime }=V_{cd}d+V_{cs}s,}
o utilizando el ángulo de Cabibbo:
{\displaystyle d^{\prime }=\cos {\theta _{\mathrm {c} }}d+\sin {\theta _{\mathrm {c} }}s;}
{\displaystyle s^{\prime }=-\sin {\theta _{\mathrm {c} }}d+\cos {\theta _{\mathrm {c} }}s.}
Esto también se puede escribir en notación matricial como:
{\displaystyle {\begin{bmatrix}d^{\prime }\\s^{\prime }\end{bmatrix}}={\begin{bmatrix}V_{ud}&V_{us}\\V_{cd}&V_{cs}\\\end{bmatrix}}{\begin{bmatrix}d\\s\end{bmatrix}},}
o utilizando el ángulo de Cabibbo:
{\displaystyle {\begin{bmatrix}d^{\prime }\\s^{\prime }\end{bmatrix}}={\begin{bmatrix}\cos {\theta _{\mathrm {c} }}&\sin {\theta _{\mathrm {c} }}\\-\sin {\theta _{\mathrm {c} }}&\cos {\theta _{\mathrm {c} }}\\\end{bmatrix}}{\begin{bmatrix}d\\s\end{bmatrix}},}
donde los varios |Vij|2 representan la probabilidad que el quark de sabor j se desintegre en un quark de sabor i. Esta matriz de rotación 2 × 2 se llama matriz de Cabibbo.

Una representación pictórica de los modos de desintegración de los seis quarks, con la masa aumentando de izquierda a derecha.

Al observar que la violación de CP no podía ser explicada en un modelo de cuatro quarks, Kobayashi y Maskawa generalizaron la matriz de Cabibbo a la matriz de Cabibbo–Kobayashi–Maskawa (o matriz CKM) para dar cuenta de las desintegraciones débiles de tres generaciones de quarks:
{\displaystyle {\begin{bmatrix}d^{\prime }\\s^{\prime }\\b^{\prime }\end{bmatrix}}={\begin{bmatrix}V_{ud}&V_{us}&V_{ub}\\V_{cd}&V_{cs}&V_{cb}\\V_{td}&V_{ts}&V_{tb}\end{bmatrix}}{\begin{bmatrix}d\\s\\b\end{bmatrix}}.}
En el lado izquierdo están los estados que se acoplan con los quarks de tipo arriba en las interacciones débiles, y en el derecho la matriz CKM junto con el vector de los estados de masa de los quarks de tipo abajo. La matriz CKM describe la probabilidad de una transición de un quark i a otro quark j.  Estas transiciones son proporcionales a |Vij|2.
Actualmente, la mejor determinación mejor de las magnitudes de los elementos de la matriz CKM es:
{\displaystyle {\begin{bmatrix}|V_{ud}|&|V_{us}|&|V_{ub}|\\|V_{cd}|&|V_{cs}|&|V_{cb}|\\|V_{td}|&|V_{ts}|&|V_{tb}|\end{bmatrix}}={\begin{bmatrix}0.97427\pm 0.00015&0.22534\pm 0.00065&0.00351_{-0.00014}^{+0.00015}\\0.22520\pm 0.00065&0.97344\pm 0.00016&0.0412_{-0.0005}^{+0.0011}\\0.00867_{-0.00031}^{+0.00029}&0.0404_{-0.0005}^{+0.0011}&0.999146_{-0.000046}^{+0.000021}\end{bmatrix}}.}
Notar que la elección del uso de los quarks tipo abajo en la definición es puramente arbitraria y no representa ninguna clase de asimetría física profunda entre quarks de tipo arriba y tipo abajo. Se podría definir la matriz al revés, describiendo los estados de la interacción débil u′, c′ y t′, en términos de u, c, y t. Dado que la matriz CKM es unitaria (y por lo tanto su inversa es igual a su transpuesta conjugada), obtendríamos esencialmente la misma matriz.

## Contaje
Para continuar,  es necesario contar el número de parámetros en esta matriz, V que aparecen en experimentos, y por tanto son físicamente relevantes. Si hay N generaciones de quarks (2N sabores) entonces
- Una matriz unitaria N × N (esto es, una matriz V tal que VV† = I, donde V† es la transpuesta conjugada de V, e I es la matriz identidad) requiere N2 parámetros reales.
- 2N − 1 de estos parámetros no son físicamente significativos, porque se puede absorber una fase en el campo de cada quark (tanto en los autoestados de masa como en los autoestados débiles), pero una fase común global es inobservable. Por tanto, el número total de variables libres independientes de la elección de las fases de la base de vectores es N2 − (2N − 1) = (N − 1)2.
  - De estos, N(N − 1)/2 son ángulos de rotación llamados ángulos de mezcla de quarks.
  - Los (N − 1)(N − 2)/2 restantes son fases complejas, que causan violación de CP.

Para el caso N = 2,  hay solo un parámetro que es un ángulo de mezcla entre dos generaciones de quarks. Históricamente, esta fue la primera versión de la CKM matriz cuando solo se conocían dos generaciones. Se llama ángulo de Cabibbo por su inventor, Nicola Cabibbo.
Para el caso del Modelo Estándar (N = 3), hay tres ángulos de mezcla y una fase compleja responsable de la violación de CP.

## Observaciones y predicciones
La idea de Cabibbo estaba motivada por la necesidad de explicar dos fenómenos observados:
1. Las transiciónes u ↔ d, e ↔ νe, y μ ↔ νμ tenían amplitudes similares.
2. Las transiciones con cambio en extrañeza ΔS = 1 tenían amplitudes iguales a 1/4 de aquellas con ΔS = 0.

La solución de Cabibbo consistió en postular que la universalidad débil resolvía el primer punto, junto con un ángulo de mezcla θc, ahora llamado ángulo de Cabibbo, entre los quarks d y s para resolver el segundo punto.
Para dos generaciones de quarks, no hay fases que violen CP. Como las violaciones de CP se venían observando en la desintegración de kaones neutros desde 1964, la aparición del Modelo Estándar poco después de que fue una señal clara de la existencia de una tercera generación de quarks, como señalaron en 1973 por Kobayashi y Maskawa. El descubrimiento del quark fondo en Fermilab (por Leon Lederman  grupo) en 1976 por lo tanto inmediatamente dio comienzo al quark restante de la tercera generación, el quark cima.
Notar, sin embargo, que los valores concretos de los ángulos no son una predicción del modelo estándar: son parámetros libres, sin fijar. En la actualidad, no hay ninguna teoría generalmente aceptada que explique por qué los valores medidos son los que son.

## Universalidad débil
Las ligaduras impuestas por la unitariedad de la matriz CKM en los términos diagonales se pueden escribir como
{\displaystyle \sum _{k}|V_{ik}|^{2}=\sum _{i}|V_{ik}|^{2}=1}
para todas las generaciones i. Esto implica que la suma de todos los acoplamientos de cualquier quark de tipo arriba con todos los quarks de tipo abajo es igual para todas las generaciones. Esta relación se llama universalidad débil y fue obtenida por Nicola Cabibbo en 1967. Teóricamente es una consecuencia del hecho que todos los dobletes de SU(2) se acoplan igualmente a los bosones vectoriales de las interacciones débiles. Esto ha sido comprobado continuamente en experimentos.

## Los triángulos de unitariedad
Las ligaduras restantes impuestas por la unitariedad de la matriz CKM se pueden escribir en la forma
{\displaystyle \sum _{k}V_{ik}V_{jk}^{*}=0.}

Triángulo de unitariedad para la ligadura

Para cualquier pareja de i y j fijos y diferentes, esto es una ligadura para tres números complejos, uno para cada k, que dice que estos números forman los lados de un triángulo en el plano complejo. Hay seis elecciones de i y j (tres independientes), y de ahí seis triángulos, que se llaman triángulos de unitariedad. Sus formas pueden ser muy diferentes, pero ellos todos tienen la misma área, que se puede relacionar con la fase de violación de CP. La orientación de los triángulos depende de las fases de los campos de los quarks.
Desde los tres lados y los tres ángulos de los triángulos se pueden estudiar experimentalmente, una clase de las pruebas del Modelo Estándar es comprobar que el triángulo cierra. Este es el propósito de una serie de experimentos modernos en marcha en BELLE (Japón) y BaBar (Estados Unidos), así como en LHCb en CERN, Suiza.

## Parametrizaciones
Hacen falta cuatro parámetros para describir completamente la matriz CKM. Se han propuesto muchas parametrizaciones; a continuación se muestran las tres más frecuentes.

### Parámetros KM
La parameterization original de Kobayashi y Maskawa utilizaba tres ángulos (θ1, θ2, θ3) y una fase compleja (δ). Los senos y cosenos se denotan por si y ci respectivamente. θ1 es el ángulo de Cabibbo.
{\displaystyle {\begin{bmatrix}c_{1}&-s_{1}c_{3}&-s_{1}s_{3}\\s_{1}c_{2}&c_{1}c_{2}c_{3}-s_{2}s_{3}e^{i\delta }&c_{1}c_{2}s_{3}+s_{2}c_{3}e^{i\delta }\\s_{1}s_{2}&c_{1}s_{2}c_{3}+c_{2}s_{3}e^{i\delta }&c_{1}s_{2}s_{3}-c_{2}c_{3}e^{i\delta }\end{bmatrix}}.}

### Parámetros "estándar"
Una parameterization "estándar" de la matriz CKM usa tres ángulos de Euler (θ12, θ23, θ13) y una fase compleja (δ13). Los senos y cosenos se denotan por sij y cij respectivamente. θ12 es el ángulo de Cabibbo.
{\displaystyle {\begin{aligned}&{\begin{bmatrix}1&0&0\\0&c_{23}&s_{23}\\0&-s_{23}&c_{23}\end{bmatrix}}{\begin{bmatrix}c_{13}&0&s_{13}e^{-i\delta _{13}}\\0&1&0\\-s_{13}e^{i\delta _{13}}&0&c_{13}\end{bmatrix}}{\begin{bmatrix}c_{12}&s_{12}&0\\-s_{12}&c_{12}&0\\0&0&1\end{bmatrix}}\\&={\begin{bmatrix}c_{12}c_{13}&s_{12}c_{13}&s_{13}e^{-i\delta _{13}}\\-s_{12}c_{23}-c_{12}s_{23}s_{13}e^{i\delta _{13}}&c_{12}c_{23}-s_{12}s_{23}s_{13}e^{i\delta _{13}}&s_{23}c_{13}\\s_{12}s_{23}-c_{12}c_{23}s_{13}e^{i\delta _{13}}&-c_{12}s_{23}-s_{12}c_{23}s_{13}e^{i\delta _{13}}&c_{23}c_{13}\end{bmatrix}}.\end{aligned}}}
Los valores actuales para los parámetros estándar son:
| {\displaystyle \theta _{12}} | = | 13,04 ± 0,05º   |
| {\displaystyle \theta _{13}} | = | 0,201 ± 0,011º  |
| {\displaystyle \theta _{23}} | = | 2,38 ± 0,06º    |
| {\displaystyle \delta _{13}} | = | 1,20 ± 0,08 rad |

### Parámetros de Wolfenstein
Una tercera parametrización de la matriz CKM fue introducida por Lincoln Wolfenstein empleando cuatro parámetros λ, A, ρ, y η. Los cuatro parámetros de Wolfenstein son de orden 1 y están relacionados con la parametrización "estándar" por:
λ = s12
Aλ2 = s23
Aλ3(ρ − iη) = s13e−iδ
La parametrización de Wolfenstein es una aproximación de la parametrización estándar. A orden λ3  es:
{\displaystyle {\begin{bmatrix}1-\lambda ^{2}/2&\lambda &A\lambda ^{3}(\rho -i\eta )\\-\lambda &1-\lambda ^{2}/2&A\lambda ^{2}\\A\lambda ^{3}(1-\rho -i\eta )&-A\lambda ^{2}&1\end{bmatrix}}.}
La violación de CP se puede determinar midiendo ρ − iη.
Utilizando los valores de la sección anterior para la matriz CKM, la mejor determinación de los parámetros de Wolfenstein es:
| {\displaystyle \lambda } | = | {\displaystyle {0,2257}_{-0,0010}^{+0,0009}} |
| {\displaystyle A}        | = | {\displaystyle {0,814}_{-0,022}^{+0,021}}    |
| {\displaystyle \rho }    | = | {\displaystyle {0,135}_{-0,016}^{+0,031}}    |
| {\displaystyle \eta }    | = | {\displaystyle {0,349}_{-0,017}^{+0,015}}    |

## Premio Nobel
En 2008, Kobayashi y Maskawa compartieron la mitad del premio Nobel de Física "por el descubrimiento del origen de la simetría rota que predice la existencia de al menos tres familias de quarks en la naturaleza". Algunos físicos manifestaron su descontento sobre el hecho de que el comité de premio Nobel no premiara el trabajo de Cabibbo, cuyo trabajo previo estaba estrechamente relacionado con el de Kobayashi y Maskawa. Cuando se le preguntó por el premio, Cabibbo prefirió no hacer comentarios.